# 下太和站
下太和站是位于重庆市合川区太和镇的一个铁路车站，邮政编码401517。车站建于2006年，有遂渝铁路经过该站，现仅办货运业务，不办理客运业务。车站及其上下行区间均已电气化。车站距离遂宁站74公里，隶属成都铁路局，是四等站。